# Harun al-Rashid
Harun al-Rashid (født 26. marts 763, død 24. marts 809) var en kalif i Baghdad af abbaside-imperiet. Han er berømt som en hovedperson i Tusind og en Nat.
Harun var en yngre søn af kaliffen Al-Mahdi. Han kom til magten, efter at hans bror Al-Hadi døde i 786. Da hans regeringstid var et højdepunkt i kalifatets historie, er der mange fortællinger om hans gerninger, blandt andet om barmakidernes fald og hans ambassade hos Karl den Store.
Han blev efterfulgt af sine sønner Al-Amin og Al-Mamun.